# Jan Bultman
Jan Arend Bultman (Deventer, 26 mei 1942) is een Nederlands oud-waterpolospeler.
Bultman nam eenmaal deel aan de Olympische Spelen in 1964, hij eindigde met het Nederlandse team op de achtste plaats.
Jan Bultman · 
Fred van Dorp · 
Henk Hermsen · 
Ben Kniest · 
Bram Leenards · 
Hans Muller · 
Wim van Spingelen · 
Nico van der Voet · 
Harry Vriend · 
Wim Vriend · 
Gerrit Wormgoor